# Trafikskadelagen
Trafikskadelagen (1975:1410) (TsL) är en svensk lag som reglerar trafikförsäkring för motordrivet fordon samt ersättning för skada uppkommen i följd av trafik med motordrivet fordon. Det reglerar även vilka fordon som är trafikförsäkringspliktiga (2§), vem som får meddela trafikförsäkring (försäkringsgivare)(5§) samt vilka som är berättigade till trafikskadeersättning (10§, 11§). 
Enligt TSL 9§ ska trafikskadeersättning beräknas enligt 5 kap. och 6 kap. i skadeståndslagen. Trafikskadeersättning är dock inte detsamma som skadestånd utan det är endast skadeståndlagens principer som tillämpas vid beräkning av trafikskadeersättning. Däremot ges den skadelidande möjlighet att kräva skadestånd direkt från skadevållaren även om skadelidande är berättigad till trafikskadeersättning. Se TSL 18§.